# Jurby
Jurby (manx: Jourbee) är en parish på Isle of Man. Den ligger i den norra delen av Isle of Man, 24 km norr om huvudstaden Douglas. Antalet invånare är 797.